# Drosophila vumbae
Drosophila vumbae este o specie de muște din genul Drosophila, familia Drosophilidae, descrisă de Bock și Wheeler în anul 1972.
Este endemică în Zimbabwe. Conform Catalogue of Life specia Drosophila vumbae nu are subspecii cunoscute.